# Andrea Simmen
Andrea Simmen (* 15. Dezember 1960 in Zürich; † 19. Juli 2005 in Flaach, Schweiz) war eine Schweizer Schriftstellerin. Sie arbeitete zunächst als Köchin, Dekorateurin und Gärtnerin. Ab 1990 war sie vollberufliche Schriftstellerin. In der Folge veröffentlichte sie drei Bände mit Erzählungen sowie einen Roman. 1994 nahm sie am Ingeborg-Bachmann-Wettbewerb teil. Im Alter von 44 Jahren verstarb sie an den Folgen eines Herzinfarkts.

## Auszeichnungen
- 1991: Ehrengabe des Kantons Zürich
- 1994: Werkbeitrag der Stiftung Pro Helvetia
- 1995 und 1999: Werkjahr und Werkbeitrag des Kantons Aargau

## Werke
- Ich bin ein Opfer des Doppelpunkts. Erzählungen. FVA, Frankfurt am Main 1991, ISBN 3-627-10180-4.
- Landschaft mit Schäfer und anderen Reizen. Nagel & Kimche, Zürich 1993, ISBN 3-312-00192-7.
- Vielleicht heißt er Paul. Schöffling, Frankfurt am Main 1995, ISBN 3-89561-120-4.
- Der eingeschneite Hund. Roman. Schöffling, Frankfurt am Main 2001, ISBN 3-89561-121-2.